# 上沼恵美子は見た!日常ワイド劇場
上沼恵美子は見た!日常ワイド劇場（かみぬまえみこはみた!にちじょうわいどげきじょう）は、かつてTBS系でスーパーフライデー内の不定期で放送されていたバラエティ特番である。
司会は上沼恵美子と渡辺徹である。

## 番組内容
再現ドラマで日常のトラブルを提示し、どういう批判をするのか。この番組のもう一つの目玉がゲスト達のトークである。上沼恵美子の盛り上げるトークタイムが番組の大半を占めている。三田村邦彦、円広志、保阪尚輝などといったレギュラー出演者のほか、ゲスト出演者も含めて上沼にとことんまでこき下ろされてしまう。出演者同士も互いに毒舌を浴びせあい、それを参加してしまうという、他にはない笑いを持っている。
制作はTBSが担当しているが、この番組の収録を行っているスタジオは、大阪市内にある、『MBSスタジオ in USJ』（毎日放送所有）である。

## 出演者

### 司会
- 上沼恵美子
- 渡辺徹

※ちなみに2人はこの当時、関西テレビ・フジテレビ系の「いつでも笑みを!」でも共演していたことになる。

### パネラー
- 三田村邦彦
- 円広志
- 保阪尚輝

### ナレーター
- 田中秀幸

## 放送日
- 第1回 : 2004年3月25日木曜日放送
- 第2回 : 2004年9月24日金曜日放送（スパフラ内）
- 第3回 : 2005年5月27日金曜日放送（スパフラ内）

## スタッフ
- 構成 : 野尻靖之、荒木美子、野村靖史、つかはら、小池正宏、西田哲也、中川ゆーすけ、上田信彦
- プレーン : 藤澤國彦（オンタイム。）、中井保（MBS）
- AD（アシスタントディレクター）  : 前田知秀、古田隆文、大川吉英、小八木敬三
- AP（アシスタントプロデューサー）  : 山田淳子、鈴木愛子（TBS）
- ディレクター : 玉谷章、守屋茂員、鈴木雅彦、武田竜太、尾崎義文
- 演出 : 鎌迫敏弘（エックスワン）
- プロデューサー : 小笠原知宏（TBS）、長谷川豊（エックスワン）
- 技術協力 : 東通、放送映画製作所、アーチェリープロダクション、SAプロ、戯音工房ほか
- 制作協力 : 毎日放送、放送事業社
- 制作 : TBS、エックスワン